# Aivaras
Aivaras ist ein litauischer männlicher Vorname.

## Personen
- Aivaras Abromavičius (* 1976), Finanzmanager und Politiker, Wirtschaftsminister der Ukraine
- Aivaras Baranauskas (* 1980), Radrennfahrer
- Aivaras Bendžius (* 1993), Eishockeyspieler
- Aivaras Kvedarauskas (* 1974), Badmintonspieler
- Aivaras Stepukonis (* 1972),  Sänger, Vertreter bei Eurovision 2002 in Tallinn
- Aivaras Tušas (* 1976), Politiker, Vizeminister